# Ivensia
Ivensia is een geslacht van rechtvleugeligen uit de familie sabelsprinkhanen (Tettigoniidae). De wetenschappelijke naam van dit geslacht is voor het eerst geldig gepubliceerd in 1890 door Bolívar.

## Soorten
Het geslacht Ivensia omvat de volgende soorten:
- Ivensia breviata Ragge, 1980
- Ivensia longispina Ragge, 1980
- Ivensia parva Ragge, 1980
- Ivensia scaura Ragge, 1980
- Ivensia uncinata Bolívar, 1890